# 约翰·加布里埃尔·奥克森谢尔纳
约翰·加布里埃尔·奥克森谢尔纳（瑞典語：Johan Gabriel Oxenstierna，1899年8月28日—1995年7月18日），生于斯德哥尔摩，瑞典男子现代五项运动员。他曾获得1932年夏季奥运会现代五项比赛男子个人金牌。